# Dicrossus
Dicrossus (Gr.: „di“ = zwei; „krossos“ = Franse, Zipfel) ist eine aus fünf beschriebenen Arten bestehende Gattung südamerikanischer Buntbarsche. Die Gattung kommt im nördlichen Südamerika im Einzugsbereich des oberen Rio Orinoco, des Rio Tapajós, des Rio Maués, des Rio Negro in Amazonien und des Río Atabapó in Kolumbien vor. Die Gattung wurde schon 1875 durch den österreichischen Zoologen Franz Steindachner beschrieben, 1905 durch den britischen Ichthyologen Charles Tate Regan aber mit Crenicara synonymisiert. 1990 machte der schwedische Ichthyologe Sven O. Kullander dies wieder rückgängig. Seitdem werden die hochrückigen Crenicariden in der Gattung Crenicara geführt, die schlanken in Dicrossus.

## Merkmale
Dicrossus-Arten werden 4 bis 7 Zentimeter lang und besitzen einen schlanken, gestreckten und seitlich abgeflachten Körper, eine abgerundete Schnauze und ein leicht unterständiges Maul. Charakteristisch ist ihr schachbrettartiges Fleckenmuster auf den Körperseiten, weshalb sie im deutschen den Namen Schachbrettcichliden erhielten.

## Arten
Bisher wurden 5 Arten beschrieben:

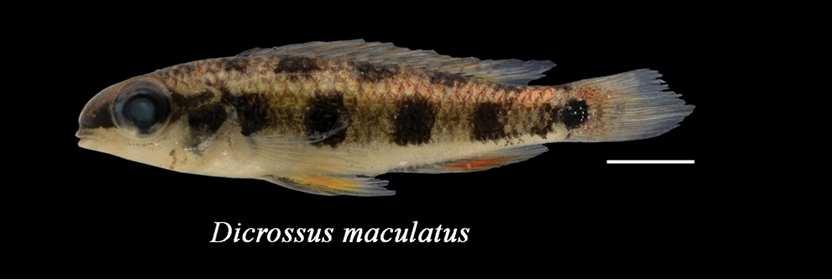
Dicrossus maculatus

- Gabelschwanz-Schachbrettbuntbarsch (Dicrossus filamentosus Ladiges, 1958)
- Dicrossus foirni Römer, Hahn & Vergara, 2010
- Dicrossus gladicauda Schindler & Staeck, 2008
- Dicrossus maculatus Steindachner, 1875
- Dicrossus warzeli Römer, Hahn & Vergara, 2010

## Äußere Systematik
Dicrossus ist nah mit den Gattungen Biotodoma und Crenicara verwandt und bildet mit beiden den Untertribus Crenicaratina. Beide Gattungen haben ihr Hauptverbreitungsgebiet in den Flüssen der Andenostseite.